# Topagoruk
 (décembre 2023).
Si vous disposez d'ouvrages ou d'articles de référence ou si vous connaissez des sites web de qualité traitant du thème abordé ici, merci de compléter l'article en donnant les références utiles à sa vérifiabilité et en les liant à la section « Notes et références ».
La rivière Topagoruk est un cours d'eau d'Alaska, aux États-Unis situé dans le borough de North Slope.

## Description
Longue de 160 milles (257 km), elle coule en direction du nord vers la baie Admiralty, dans la plaine arctique.
Son nom eskimo a été référencé pour la première fois par J.E. Whitaker, de l'United States Geological Survey en 1923. Ce nom signifie l'endroit où dresser sa tente.

## Sources
- (en) « Topagoruk », Geographic Names Information System